# Software

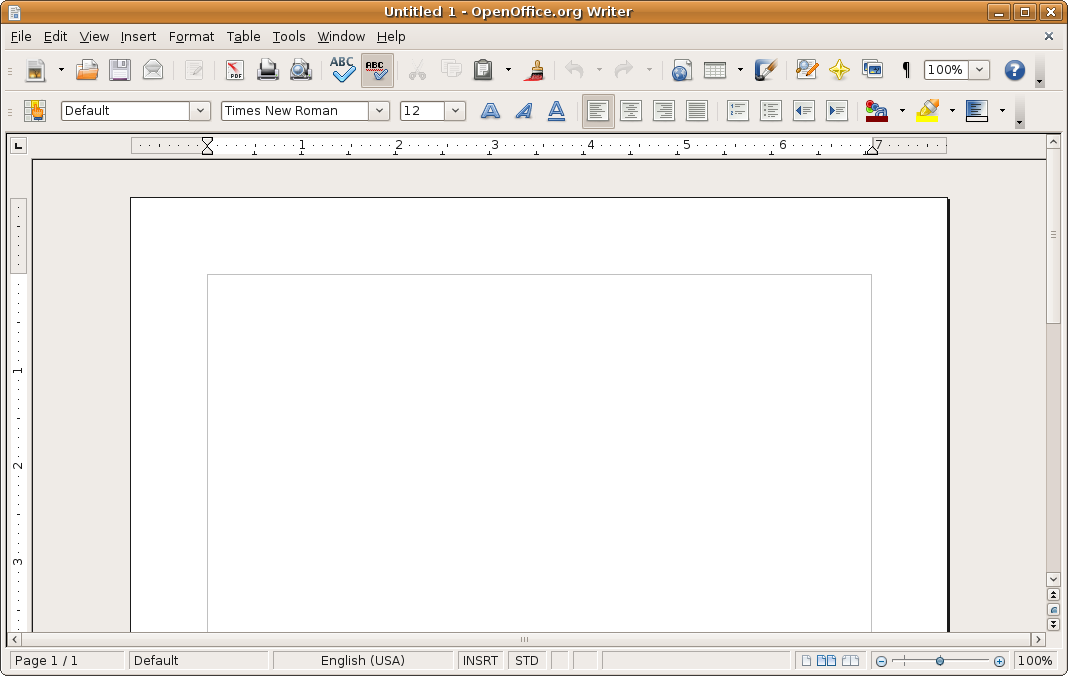
OpenOffice.org writer

Software (pronúncia em inglês: ['sɔftwɛəɹ]) é uma coleção de programas que dizem a um computador como executar tarefas específicas. Isso contrasta com o hardware, a partir do qual o sistema é construído e que realmente executa o trabalho.
Software é o termo usado para se referir a uma sequência de instruções executadas em um dispositivo informático, como um computador ou máquina semelhante. Ele é um produto da engenharia de software e inclui não apenas o programa em si, mas também quaisquer documentações e especificações.
Um software é geralmente composto por diversas funções, bibliotecas e módulos que, ao final do desenvolvimento, formam um programa executável. Quando executado, esse programa recebe dados de entrada (input), processa as informações por meio de algoritmos ou sequências de instruções lógicas e gera uma saída (output) como resultado deste processamento.
A maioria dos softwares é escrita em linguagens de programação de alto nível, como Python, Java, JavaScript, TypeScript, C#, Go, PHP, Kotlin, Ruby, Dart, R, Swift, entre outras. Essas linguagens são mais fáceis e eficientes para os programadores, pois estão mais próximas das linguagens naturais do que do código de máquina. Elas são traduzidas para a linguagem de máquina por meio de um compilador, um interpretador ou uma combinação dos dois.
Softwares também podem ser escritos em linguagens de nível mais baixo, como Assembly. Além disso, linguagens como C, C++ e Rust, embora geralmente classificadas como de médio ou alto nível, são frequentemente usadas para programação de baixo nível devido ao seu controle direto sobre o hardware e à proximidade com a linguagem de máquina. As linguagens assembly, por sua vez, possuem uma forte correspondência com as instruções da CPU e são traduzidas para a linguagem de máquina usando um assembler.
Este produto passa por várias etapas como: análise econômica, análise de requisitos, especificação, codificação, teste, documentação, Treinamento, manutenção e implantação nos ambientes.
Para fins contabilísticos e financeiros, o software é considerado um bem de capital.

## História
Um algoritmo para o que teria sido o primeiro software foi escrito por Ada Lovelace no século 19, para o planejado Analytical Engine. Ela criou provas para mostrar como o motor calcularia os números de Bernoulli. Por causa das provas e do algoritmo, ela é considerada a primeira programadora de computador.
A primeira teoria sobre software, anterior à criação dos computadores como os conhecemos hoje, foi proposta por Alan Turing em seu ensaio de 1936, On Computable Numbers, with an Application to the Entscheidungsproblem (problema de decisão). Isso eventualmente levou à criação dos campos acadêmicos de ciência da computação e engenharia de software; Ambos os campos estudam software e sua criação. Ciência da computação é o estudo teórico do computador e do software (o ensaio de Turing é um exemplo de ciência da computação), enquanto a engenharia de software é a aplicação dos princípios da engenharia ao desenvolvimento de software.
Em 2000, Fred Shapiro, bibliotecário da Yale Law School, publicou uma carta revelando que o artigo de John Wilder Tukey de 1958 "The Teaching of Concrete Mathematics" continha o uso mais antigo conhecido do termo "software" encontrado em uma busca nos arquivos eletrônicos do JSTOR, antecedendo a citação do Oxford English Dictionary em dois anos. Isso levou muitos a creditar Tukey por cunhar o termo, particularmente em obituários publicados no mesmo ano, embora Tukey nunca tenha reivindicado crédito por qualquer moeda. Em 1995, Paul Niquette alegou que havia originalmente cunhado o termo em outubro de 1953, embora não tenha encontrado nenhum documento que sustentasse sua afirmação. A primeira publicação conhecida do termo "software" em um contexto de engenharia foi em agosto de 1953 por Richard R. Carhart, em um memorando de pesquisa da Rand Corporation.

## Softwarecomo programa de computador
Um programa de computador é composto por uma sequência de instruções, que podem ser em linguagem natural ou codificada, que é interpretada e executada por um processador ou por uma máquina virtual. Em um programa correto e funcional, essa sequência segue padrões específicos que resultam em um comportamento desejado.
O termo "software" foi criado na década de 1940, e é um trocadilho com o termo hardware. "Hardware", em inglês, significa "ferramenta física". Software seria tudo o que faz o computador funcionar, através de instruções, excetuando-se a parte física dele.
Um programa pode ser executado por qualquer dispositivo capaz de interpretar e executar as instruções de que é formado.
Quando um software está representado como instruções que podem ser executadas diretamente por um processador, dizemos que está escrito em linguagem de máquina, conhecido também como código de máquina. A execução de um software também pode ser intermediada por um programa interpretador, responsável por interpretar e executar cada uma de suas instruções. Uma categoria especial e o notável de interpretadores são as máquinas virtuais, como a máquina virtual Java (JVM), que simulam um computador inteiro, real ou imaginado.
O dispositivo mais conhecido que dispõe de um processador é o computador. Atualmente, com o barateamento dos microprocessadores, existem outras máquinas programáveis, como telefone celular, sistemas de eletrônica embarcada, calculadora etc.

## A construção de um programa de computador
Um programa é um conjunto de instruções para o processador (linguagem de máquina). Entretanto, podem-se utilizar linguagens de programação, que traduzam comandos em instruções para o processador.
Normalmente, programas de computador são escritos em linguagens de programação, pois estas foram projetadas para se aproximar das linguagens usadas por seres humanos. Raramente é usada a linguagem de máquina para desenvolver um programa. Atualmente existe uma quantidade muito grande de linguagens de programação, sendo as mais populares no momento Java, Visual Basic, C, C++, PHP, entre outras.
Alguns programas feitos para usos específicos, como por exemplo software embarcado ou software embutido, ainda são feitos em linguagem de máquina para aumentar a velocidade ou diminuir o espaço consumido. Em todo caso, a melhoria dos processadores dedicados também vem diminuindo essa prática, sendo o C uma linguagem típica para esse tipo de projeto. Essa prática, porém, vem caindo em desuso, principalmente devido à grande complexidade dos processadores atuais, dos sistemas operacionais e dos problemas tratados. Muito raramente, realmente apenas em casos excepcionais, é utilizado o código de máquina, a representação numérica utilizada diretamente pelo processador.
O programa é, inicialmente, "carregado" na memória principal. Após carregar o programa, o computador encontra o Entry Point ou ponto inicial de entrada do programa que carregou e lê as instruções sucessivamente byte por byte. As instruções do programa são passadas para o sistema ou processador onde são traduzidas da linguagens de programação para a linguagem de máquina, sendo em seguida executadas ou diretamente para o hardware, que recebe as instruções na forma de linguagem de máquina.

## Tipos de programas de computador
Qualquer computador moderno tem uma variedade de programas que fazem diversas tarefas.
Eles podem ser classificados em duas grandes categorias:
1. Software de sistema que incluiu o firmware (A BIOS dos computadores pessoais, por exemplo), drivers de dispositivos, o sistema operacional e tipicamente uma interface gráfica que, em conjunto, permitem ao usuário interagir com o computador e seus periféricos.
2. Software aplicativo, que permite ao usuário fazer uma ou mais tarefas específicas. Aplicativos podem ter uma abrangência de uso de larga escala, muitas vezes em âmbito mundial; nestes casos, os programas tendem a ser mais robustos e mais padronizados. Programas escritos para um pequeno mercado têm um nível de padronização menor.

Ainda é possível usar a categoria Software embutido ou software embarcado, indicando software destinado a funcionar dentro de uma máquina que não é um computador de uso geral e normalmente com um destino muito específico.
- Software aplicativo: é aquele que permite aos usuários executar uma ou mais tarefas específicas, em qualquer campo de atividade que pode ser automatizado no computador, especialmente no campo dos negócios. Inclui, entre outros:
  - Aplicações de controle e sistemas de automação industrial.
  - aplicações de informática para o escritório.
  - Software educacional.
  - Software de negócios.
  - Banco de dados.
  - Telecomunicações.
  - Jogos eletrônicos.
  - Software médico.
  - Software de cálculo numérico e simbólico.

Atualmente, temos um novo tipo de software. O software como serviço, que é um tipo de software armazenado num computador que se acessa pela internet, não sendo necessário instalá-lo no computador do usuário. O cliente pode acessar esse tipo de software, que tem as mesmas funcionalidades das versões armazenadas localmente, de maneira gratuita ou pagar um valor por ele.
Outra classificação possível é:
- Software de sistema: Seu objetivo é separar usuário e programador de detalhes do computador específico que está sendo usado. O software do sistema lhe dá ao usuário interfaces de alto nível e ferramentas que permitem a manutenção do sistema. Inclui, entre outros:
  - Sistemas operacionais
  - Drivers
  - ferramentas de diagnóstico
  - ferramentas de correção e otimização
  - Servidores
- Software de programação: O conjunto de ferramentas que permitem ao programador desenvolver programas de computador usando diferentes alternativas e linguagens de programação, de forma prática. Inclui, entre outros:
  - Editores de texto
  - Compiladores
  - Intérpretes
  - Linkers
  - Depuradores
  - Ambientes de Desenvolvimento Integrado : agrupamento das ferramentas anteriores, geralmente em um ambiente visual, de modo que o programador não precisa digitar vários comandos para a compilação, interpretação, depuração, etc. Geralmente equipados com uma interface de usuário gráfica avançada.

## Licenças
A maioria dos softwares é publicada sob uma licença de software. Essa licença define e até restringe qual a forma que se pode utilizar o software definido números de licenças, modificações entre outros. Exemplos de licenças:
- GNU General Public License
- Licença BSD
- Licença Apache
- Licença comercial
- Licença de software
- Licença de software livre
- Software livre
- Freeware
- Shareware
- Versão de demonstração
- Trial